# Kalna (Knjaževac)
Pour les articles homonymes, voir Kalna.
Kalna (en serbe cyrillique : Кална) est un village de Serbie situé dans la municipalité de Knjaževac, district de Zaječar. Au recensement de 2011, il comptait 249 habitants.
Kalna est située sur les bords du Trgoviški Timok. Le village est connu pour sa mine d'uranium, la seule existant en Serbie.

## Démographie

### Évolution historique de la population
| 1948  | 1953  | 1961  | 1971 | 1981 | 1991 | 2002 | 2011 |
| ----- | ----- | ----- | ---- | ---- | ---- | ---- | ---- |
| 1 326 | 1 283 | 1 292 | 976  | 834  | 629  | 553  | 249  |

|  |